# Bartha Ferenc (közgazdász)
Bartha Ferenc (Budapest, 1943. augusztus 6. – Tihany, 2012. május 7.) közgazdász, a Magyar Nemzeti Bank elnöke 1988 és 1990 közt.

## Élete
1961-ben érettségizett. 1965-ben diplomázott a Marx Károly Közgazdaságtudományi Egyetemen külkereskedelmi szakán. 1968–69-ben a Central European University Európai Integrációs képzésén vett részt Nancy-ban.
1965-ben a Magyar Tudományos Akadémia Közgazdaságtudományi Intézetének munkatársa lett. 1970 és 1980 között a Külkereskedelmi Minisztérium Valuta-, Ár- és Pénzügyi Főosztályának helyettes vezetőjeként dolgozott. 1980 és 1987 között a Minisztertanács Nemzetközi Gazdasági Kapcsolatok Titkárságának vezetője volt. 1987-ben a Kereskedelmi Minisztérium államtitkárává nevezték ki. 1988 és 1990 között a Magyar Nemzeti Bank utolsó elnöke volt a rendszerváltozás előtt. 1988–89-ben az MSZMP Központi Bizottságának a tagja volt.
1992 és 1994 között a Banque Indosuez Magyarország elnökeként tevékenykedett. 1994-ben az Állami Vagyonügynökség Igazgatótanácsának elnökévé és privatizációs kormánybiztossá nevezték ki. 1995-ben megalapította saját cégét a Bartha Pénzügyi Tanácsadó Kft.-t (1998-tól Rt.).
1996-tól tevékenykedett a Gránit csoport különböző cégeiben számos pozícióban.1996 és 1998 között a Gránit Pólus Beruházási és Fejlesztési Részvénytársaság vezérigazgatója volt. 1997 és 1999 között a TriGránit Fejlesztési Rt. vezérigazgatója, majd 1999-től 2003-ig a társaság elnöke volt.
2003-tól haláláig a TriGránit Holding Ltd. elnöki, 2010-től pedig a Gránit Bank Zrt. Igazgatóságának elnöki posztját töltötte be.
Igazgatósági elnök volt a Raiffeisen Unicbanknál 1997 és 1998 között, az Inter-Európa Banknál 2002 és 2007 között. Igazgatósági tagja volt a TVK-nak és Borsodchemnek.
Számos szakmai szervezetben vállalt aktív szerepet. Elnöke volt a Vállalkozók és Munkáltatók Országos Szövetsége Ellenőrző Bizottságának, tagja volt a Magyar Közgazdasági Társaságnak, a South Eastern Europe Business Advisory Council-nek, és az MTA Világgazdasági Kutatóintézete Tudományos Tanácsának.
1991 és 2006 között a Magyar Kosárlabdázók Országos Szövetségének elnökeként tevékenykedett.
Angol, francia német és orosz nyelven beszélt.
2012. május 7-én tihanyi nyaralójában öngyilkosságot követett el.

## Díjai, elismerései
- Francia Becsületrend Lovagkeresztje